# Interstate 705
A Interstate 705 (abreviado I - 705) é uma pequena auto-estrada interestadual auxiliar de sentido sul-norte, localizada em Tacoma, Washington. A I-705 serve de ligação entre a Interstate 5, centro de Tacoma, norte de Tacoma e o Tacoma Dome.
A auto-estrada possui 2,41 quilômetros de extensão.
|                      | Autoestradas auxiliares da Interstate 5 |        |
| Atuais e futuras (F) | Passadas                                |        |
| I-105                | Califórnia - Oregon                     |        |
| I-205                | Califórnia - Oregon/Washington          |        |
| I-305                | Califórnia                              | Oregon |
| I-405                | Califórnia - Oregon - Washington        |        |
| I-505                | Califórnia                              | Oregon |
| I-605                | Califórnia - Washington (F)             |        |
| I-705                | Washington                              |        |
| I-805                | Califórnia                              |        |
| I-905                | Califórnia (F)                          |        |